# Greyacris picta
Greyacris picta är en insektsart som först beskrevs av Sjöstedt 1921.  Greyacris picta ingår i släktet Greyacris och familjen Pyrgomorphidae. Inga underarter finns listade i Catalogue of Life.